# Danley Jean Jacques
Danley Jean Jacques (ur. 20 maja 2000 w Petit-Goâve) – haitański piłkarz grający na pozycji pomocnika w klubie Philadelphia Union oraz reprezentacji Haiti.

## Kariera
Karierę rozpoczynał w haitańskim Don Bosco FC. W 2021 przeniósł się do FC Metz. Początkowo grał w drugiej drużynie, lecz po roku został zawodnikiem pierwszego zespołu. W sezonie 2022/23 wywalczył awans do Ligue 1. W 2024 stał się graczem Philadelphia Union.
W reprezentacji Haiti zadebiutował 25 marca 2023 w meczu z Montserratem. Został powołany na Złoty Puchar CONCACAF 2023. Tam zdobył swoją pierwszą bramkę w kadrze przeciwko Meksykowi. 